# Fênix 2005 Futebol Clube
Fênix 2005 Futebol Ltda. é uma agremiação esportiva da cidade de Barra Mansa, no estado do Rio de Janeiro, fundada a 9 de setembro de 2005.

## História

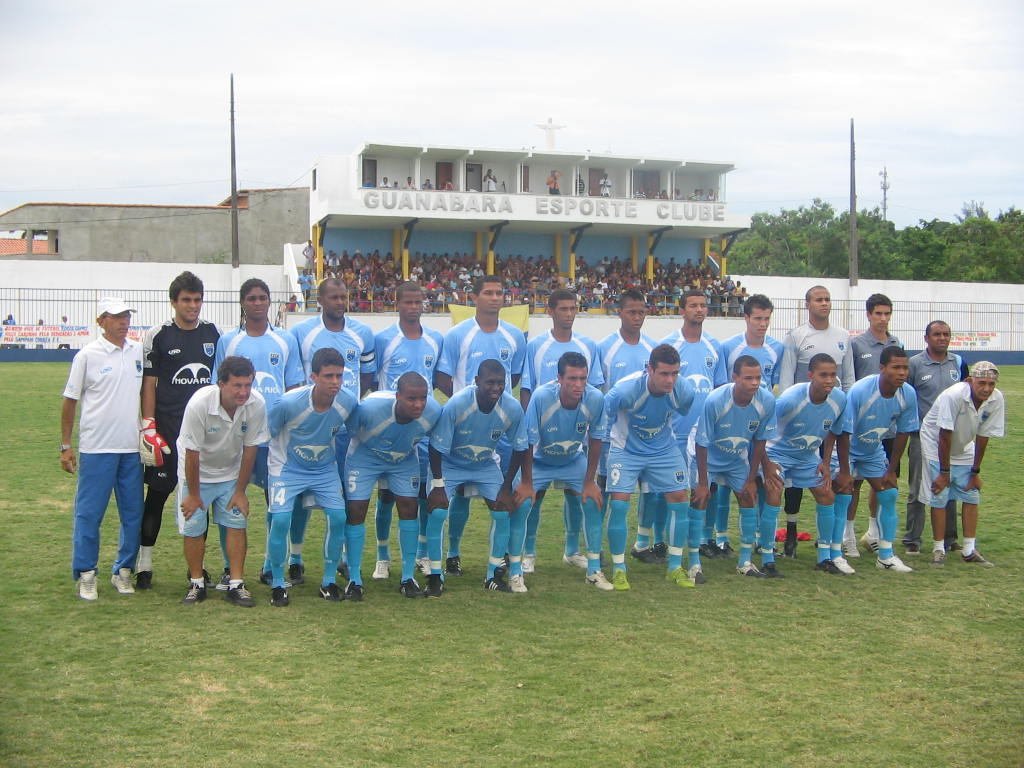
Equipe profissional do Fênix vice-campeã da Série C do Rio de Janeiro em 2009.

Estréia, em 2008, no Campeonato Estadual da Terceira Divisão de Profissionais do Rio de Janeiro, se classificando na primeira fase em segundo, atrás somente do líder Barra Mansa Futebol Clube, e à frente de Paraíba do Sul Futebol Clube, Campo Grande Atlético Clube e o eliminado Semeando Cidadania Futebol Clube. Na segunda fase se classifica em primeiro na sua chave, à frente do outro classificado, Campo Grande Atlético Clube, e dos eliminados Rubro Social Esporte Clube e Centro Esportivo Arraial do Cabo. Na terceira fase acaba eliminado ao ficar em terceiro e perder a vaga para São João da Barra Futebol Clube e Paraíba do Sul Futebol Clube, estando na frente apenas do Deportivo La Coruña Brasil Futebol Clube.
Em 2009, disputa a Copa Rio, se classificando na primeira fase em seu grupo em terceiro lugar, atrás apenas de Sendas Pão de Açúcar Esporte Clube e CFZ do Rio Sociedade Esportiva, e à frente do último classificado, Aperibeense Futebol Clube. Na segunda fase é eliminado ao ficar na lanterna de seu grupo.
Ainda no mesmo ano participa do Campeonato Estadual da Terceira Divisão, categorias de Juniores e Profissionais. Na primeira fase é o primeiro colocado em sua chave, à frente dos outros classificados Barra Mansa Futebol Clube e Paraíba do Sul, além dos eliminados Três Rios Futebol Clube e Real Esporte Clube. Na segunda fase é novamente o líder em sua chave, se classificando juntamente com o União Central Futebol Clube. Os eliminados foram Barra Mansa Futebol Clube e Juventus Futebol Clube. Na terceira fase se classifica em segundo lugar, atrás do primeiro colocado Clube Atlético Castelo Branco. Os eliminados no grupo foram Paraíba do Sul Futebol Clube e Santa Cruz Futebol Clube. Chega à semifinal e vence o Rio das Ostras Futebol Clube, tendo o direito de disputar a grande final do campeonato e carimbando sua vaga à Série B de 2010. Finalmente disputa a final contra o Sampaio Corrêa Futebol e Esporte perdendo deste, por conseguinte, se sagrando vice-campeão da Série C do Rio de Janeiro em 2009.
Utiliza o estádio General Sylvio Raulino de Oliveira, em Volta Redonda, que possui capacidade para 21.000 pessoas, pertencente ao Volta Redonda Futebol Clube. Constrói seu moderno centro de treinamentos na cidade de Pinheiral, no Sul Fluminense.
Suas cores são verde, branca e azul. Seu atual presidente é Guto Nader.

## Títulos
- 2009 - Vice-campeão da Série C do Rio de Janeiro;

## Estatísticas

### Participações
|  | Participações em 2018 |

| Competição          | Temporadas | Melhor campanha     | Estreia | Última | P | R |
| Série B1 do Carioca | 1          | 5º colocado (2010)  | 2010    | 2010   | – | – |
| Série B2 do Carioca | 2          | Vice-campeão (2009) | 2008    | 2009   | – | – |